# Tamara Hoekwater

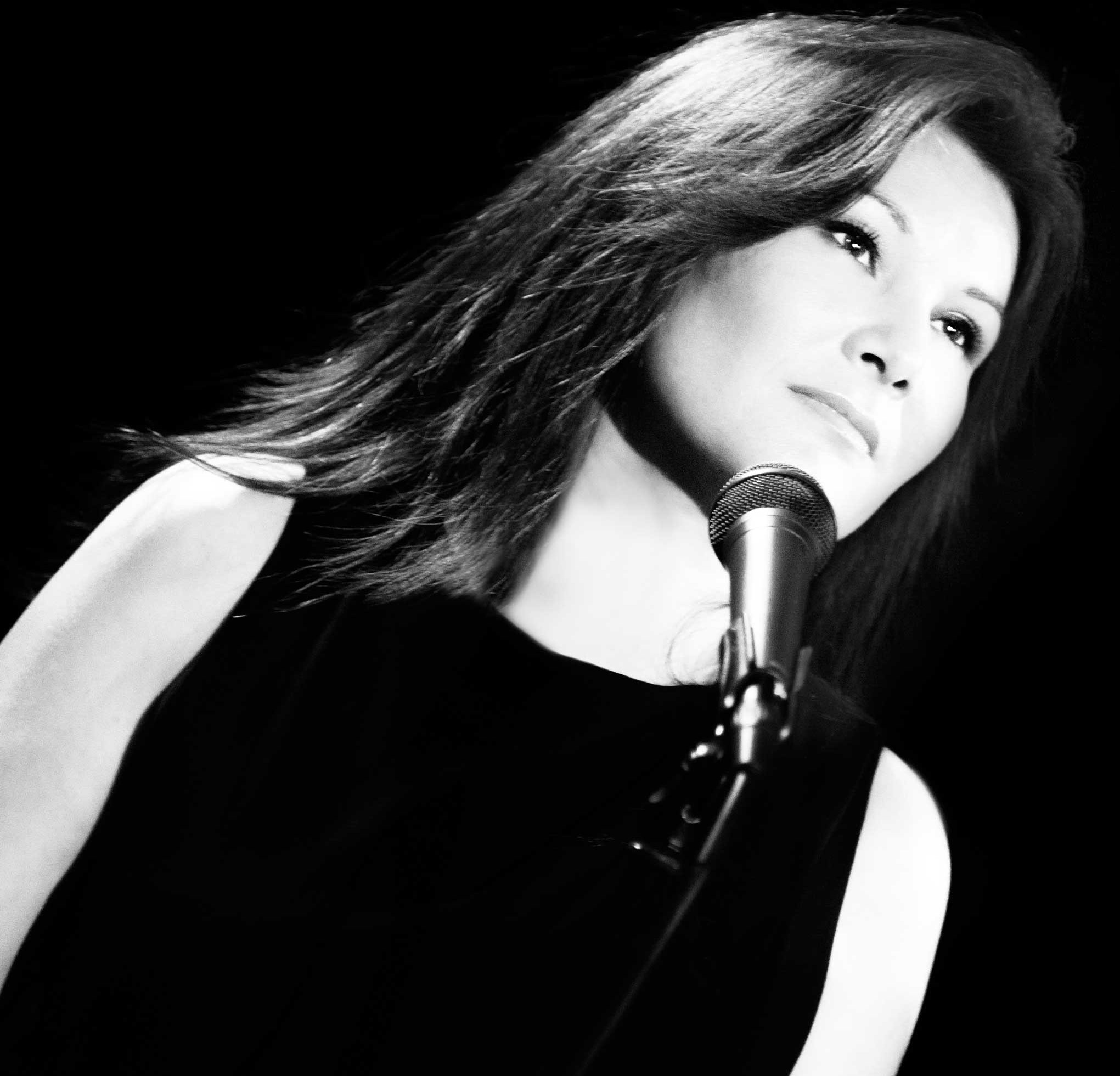
Tamara Hoekwater

Tamara Tessa Eleonora Hoekwater (* 1. Mai 1972 in Heerlen) ist eine niederländische Jazz- und Popsängerin.

## Leben
Tamara Hoekwatere studierte an der Maastricht Academy of Music. Von 1992 bis 2002 war sie Leadsängerin der Popband Volumia!
Nach Volumia! sang sie bei der Bigband Swing Design. Ab 2002 sang sie in The Jack Million Big-Band, war auch deren Managerin und trat mehrmals in den USA auf. Auf einer dieser Tourneen nahmen sie am Glenn-Miller-Festival in Clarinda, Iowa, teil. In New York City spielte sie mit Greg Walker (Santana). Beim TV-Sender L1 moderierte sie mehrere Sendungen wie Valuation on Location und Tamara & Birgit.
Heute lebt sie in Amsterdam, wo sie an ihrer Jazzkarriere mit Cees Hamelink und der Bourgondisch Combo (Hausband der Universität Amsterdam) mit Auftritten im In- und Ausland arbeitet. Am 3. Oktober 2014 haben sie ihre CD Ik zei ja im Amsterdams Jazz Café des Amsterdamse Academische Club herausgebracht. Seit 2015 tourte sie mehrmals mit dem Maynugin Quartett in Russland. Auch arbeitet sie im Duo mit dem Glockenspieler und Geiger Frank Steijns und mit ihrem eigenen Quartett.

## Diskographie

### Mit der Band Volumia!
- 2001: Puur
- 1999: Wakker
- 1998: Volumia!
- 1995: Mooi, Mooi, Mooi!!! (Live)

### Alben mit anderen Interpreten
- 2019: Sharing Shearing (Professor & Friends; I Say Music, mit Cees Hamelink, Jean Louis van Dam, Daniël Mathot, Daniel van Huffelen, Jeroen de Rijk, Nathaly Masclé, Rebecca Lobry)
- 2014: Ik zei ja (Bourgondisch Combo UvA, mit Cees Hamelink, Jacques Schols)
- 2005: Die Zomeravond [Deej Zomeraovend] (mit Frans Theunisz)